# Cattedrale ortodossa di Timişoara
La Cattedrale ortodossa di Timişoara, chiamata anche Cattedrale metropolitana di Timişoara (in rumeno Catedrala Mitropolitană din Timișoara) è una cattedrale ortodossa situata a Timișoara, nella regione storica di Banat, nella Romania occidentale.

## Descrizione

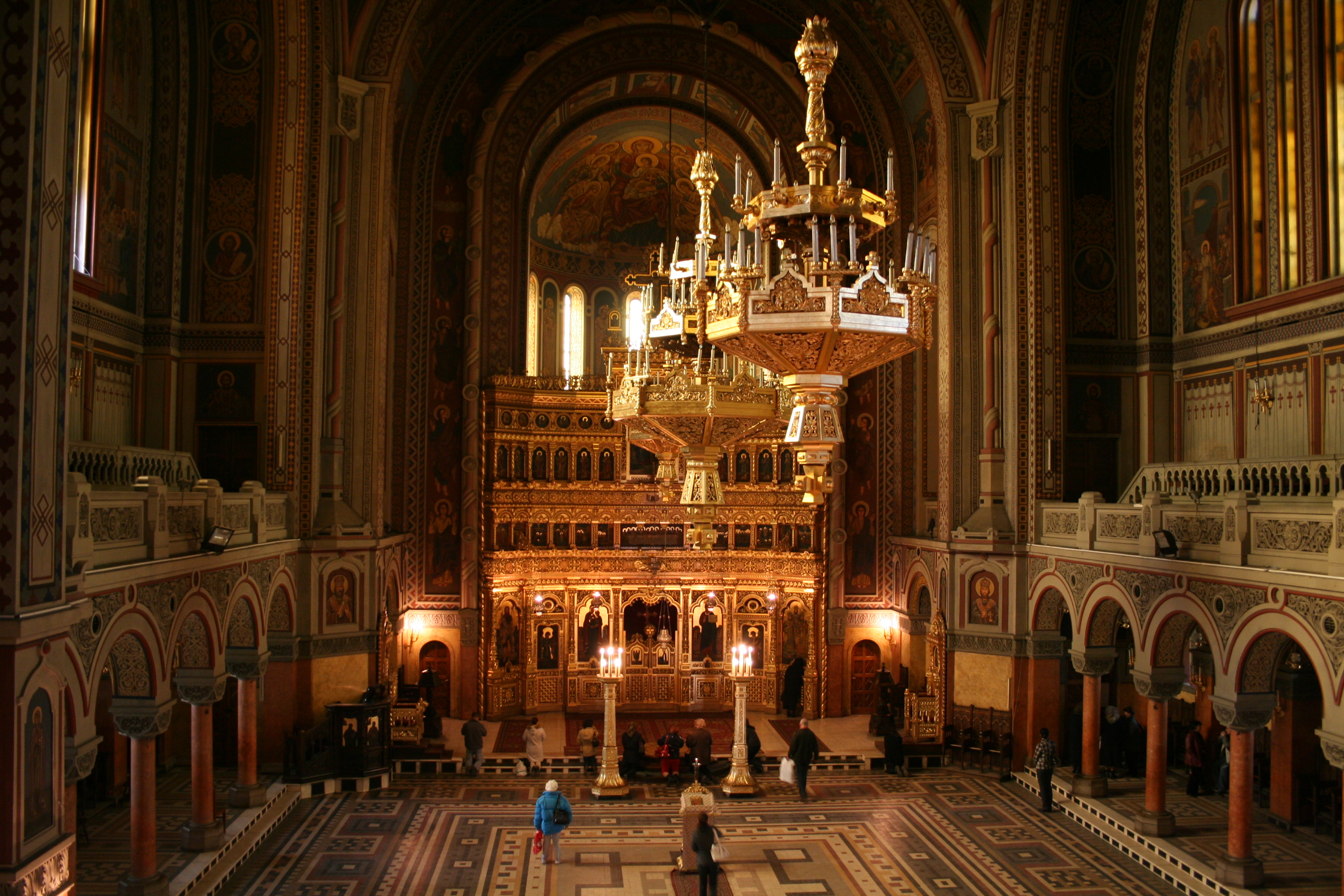
Interno della cattedrale

Dedicato ai Tre Santi Gerarchi (San Basilio Magno, Gregorio Teologo e a Giovanni Crisostomo), è costruito su un'area di 1.542 metri quadri, ha 11 torri, di cui la centrale ha un'altezza di 90,5 metri. La cattedrale è stata inserita nel registro nazionale dei monumenti storici rumeni.
La cattedrale fu costruita tra il 1936 e il 1941. Lo stile dell'edificio, progettato dall'architetto Ioan Traianescu, è in stile neo-moldavo, mischiando alcuni elementi dell'architettura rumena ortodossa, tardo rinascimentale ottomana e bizantina.
I dipinti interni ed esterni della chiesa furono creati dal pittore Anastase Demian. Il periodo difficile che seguì il completamento della struttura, quello della Romania durante la seconda guerra mondiale, impedì che i dipinti fossero finiti con l'edificio. Il lavoro di Demian è andato avanti per molti anni dopo la fine della seconda guerra mondiale.